# Harro Thomsen
Harro Thomsen (* 3. März 1911 in Bohmstedt; † 2. Dezember 1974 in Elmshorn) war ein deutscher Regierungsrat und SS-Sturmbannführer.

## Leben und Wirken
Thomsen, dessen Vater Volksschullehrer war, studierte nach Beendigung seiner Schullaufbahn Rechtswissenschaften.
In den 1930er Jahren trat Thomsen der NSDAP (Mitgliedsnummer 4.662.589) und der SS bei (Mitgliedsnummer 118.946).
1939 kam Thomsen zur Gestapo. Im Dezember 1939 wurde er stellvertretender Leiter der Staatspolizeileitstelle in Kattowitz. Im Juni 1940 folgte die Ernennung zum Leiter der Gestapo in Oppeln. Am 15. Januar 1941 wurde er  zum SS-Sturmbannführer befördert.
Im Januar 1942 wurde Thomsen die Leitung der Stapostelle in Graudenz übertragen. Im Juli 1943 übernahm er die Leitung des Referates D 2 (Gouvernementsangelegenheiten, Polen im Reich) im Amt IV (Gestapo) des Reichssicherheitshauptamt RSHA, dem er bis zum Kriegsende vorstand.
Bei Kriegsende geriet Thomsen in britische Kriegsgefangenschaft. Der britische Geheimdienst verhörte ihn mehrfach und verhinderte 1948 eine Auslieferung Thomsens an Polen mit dem Hinweis auf einen im polnischen Auslieferungsantrag falsch angegebenen Vornamen. In den 1950er und 1960er Jahren war Thomsen als Rechtsanwalt und Notar in Barmstedt tätig.